# Alastor nigroflavus
Alastor nigroflavus är en stekelart som beskrevs av Giordani Soika 1991. Alastor nigroflavus ingår i släktet Alastor och familjen Eumenidae. Inga underarter finns listade i Catalogue of Life.